# Natalie Maines
Natalie Maines Louise Pasdar (Lubbock, Texas, Estados Unidos, 14 de octubre de 1974) es una cantante estadounidense, vocalista de la banda femenina de música country anteriormente conocida como Dixie Chicks, quienes actualmente se hacen llamar The Chicks. 
Maines se consideró una rebelde que "me gustaba pensar de una forma que sabía que la mayoría de la gente no pensaba." En 1995, después de salir del Berklee College of Music, Maines se integró a las Dixie Chicks, para sustituir a su cantante, Laura Lynch. Con Maines como vocalista, la banda ganó 10 Country Music Association Awards y 13 premios Grammy por su trabajo musical entre 1998 y 2007. 
En vísperas de la invasión de Irak, durante una gira en Londres para el “Top of the World Tour” (La Gira: Sumas del Mundo), Maines comentó, en referencia a George W. Bush, que las Dixie Chicks estaban "avergonzadas... que el Presidente de los Estados Unidos fuera de Texas." La reacción negativa de parte de la derecha política y del público en los Estados Unidos a este comentario resultó en boicots por las estaciones de radio de música country y amenazas de muerte. En el 2006, con Maines como vocalista principal, las Dixie Chicks lanzaron su álbum Taking the Long Way (Tomando el camino más largo). El álbum posteriormente ganó cinco premios Grammy (incluyendo el Grammy de Álbum del Año).

## Biografía
Maines nació en Lubbock, Texas. Su padre es el músico y productor Lloyd Maines; su madre Tina May Maines. Asistió a la Williams Elementary School en Lubbock, donde de acuerdo a su maestra de segundo grado, Maines le dijo durante una lección de matemáticas: "Maestra, no necesito aprender estas cosas – yo voy a ser una estrella". Maines fue una cheerleader mientras asistía a la O. L. Slaton Junior High School, y se graduó en 1992 de Lubbock High School, donde había participado en el coro de la escuela. Maines se crio en el estado conservador de Texas y ha hecho comentarios sobre su experiencia, diciendo que "... desde siempre me he rebelado contra eso. Mis padres me matricularon a mí y a mi hermana en escuelas pública con minorías, así que siempre me sentí como una hippie y rebelde... Cuando era adolescente nunca me gustó pensar como sabía que pensaba la mayoría de la gente. Siempre he apoyado las minorías... Siempre he defendido a los homosexuales. Siempre tuve fuertes convicciones para hacerlo."
Tras terminar la escuela secundaria, Maines asistió a varias universidades. Pasó dos semestres cursando una carrera no declarada en West Texas A&M, donde sus estudios se centraron principalmente en la radio, y luego un año y medio en South Plains College. Uno de los instructores de Maines en South Plains y exmiembro de The Maines Brothers Band, Cary Banks, recordó que "le gustaba sobre todo el rock'n'roll , el rhythm and blues ... el rock alternativo ". Cuando Banks se encontró con Maines en el campus, dijo que normalmente necesitaba desahogarse un poco. "Se metía en muchas discusiones políticas" en la escuela predominantemente republicana, y era fan de la gobernadora de Texas, Ann Richards. "Siempre ha sido testaruda como su padre".  En diciembre de 1994, Maines hizo una audición y recibió una beca completa de canto para Berklee College of Music. Continuó el programa de diploma en Berklee, pero abandonó antes de completar sus estudios. Aunque Maines es de Lubbock, sede de la Universidad Tecnológica de Texas, asistió sólo a una clase en la escuela, un curso de verano de 1995 sobre "Introducción a la vida silvestre".
En el año 2019 se divorcia de su marido, el actor Adrian Pasdar.

## Trayectoria
La primera grabación profesional de Maines fue la voz principal en la canción "White Women's Clothes" del álbum de Andy Wilkinson "Charlie Goodnight's Life in Poetry and Song". El primer trabajo comercial de Maines fue la voz de fondo en el álbum debut de Pat Green, Dancehall Dreamer , producido por su padre Lloyd Maines y lanzado en 1995. A fines de 1995, a los 21 años, Maines se unió a una banda de música country exclusivamente femenina , entonces llamada Dixie Chicks, que había estado actuando desde 1989, pero que no había tenido éxito en ganar más que la atención local. Maines reemplazó a la cantante fundadora, Laura Lynch. Ella toca la guitarra y el bajo en los conciertos de la banda. Maines coescribió cuatro temas para los tres primeros álbumes de The Chicks, incluido el éxito número uno de la lista Billboard Hot Country Singles & Tracks " Without You", en Fly.
Maines fue compositora principal de las 14 pistas del álbum de 2006 de la banda Taking the Long Way, que alcanzó el puesto número 1 en la lista Billboard 200. Taking the Long Way tiene el sencillo Billboard Hot 100 " Not Ready to Make Nice " (Maines, Strayer, Erwin, Wilson) que alcanzó el puesto número 4  y por el que la banda ganó el premio Grammy a la composición de canciones, por Canción del año . Maines considera que la composición que hizo para Taking the Long Way fue "pura terapia" después de la controversia que se produjo por un comentario que Maines hizo desde el escenario en Londres en que criticaba al presidente estadounidense George W. Bush.  "Todo se sintió más personal esta vez", dijo Maines sobre el álbum, "hay más madurez, profundidad, inteligencia... [Estas canciones] se sienten más adultas".
Maines colabora con otros artistas musicales, tanto como miembro de las Chicks como cantante individual. Las Chicks trabajaron por primera vez con Sheryl Crow en 1999 mientras actuaban para la gira de conciertos Lilith Fair.  Desde entonces, las Chicks han trabajado con Crow en su álbum Sheryl Crow and Friends: Live from Central Park, con una versión remezclada de Crow de "Landslide", interpretada por las Chicks y la canción de las Chicks "Favorite Year" de Taking the Long Way. Maines ha actuado con artistas como Pat Green, Charlie Robison, Yellowcard, Stevie Nicks, Patty Griffin , Neil Diamond, Eddie Vedder, Pete Yorn y Ben Harper.
El 7 de mayo de 2013, Maines lanzó un álbum en solitario titulado Mother. Este fue el primer álbum de Maines desde que comenzó la pausa de Chicks en 2007. El álbum fue coproducido por Ben Harper. El álbum contiene la interpretación de Maines de varias canciones de covers, incluyendo "Mother" de Pink Floyd, "Without You" de Eddie Vedder y "Lover, You Should've Come Over" de Jeff Buckley. También canta sobre la maternidad, el feminismo y las relaciones dolorosas.
En septiembre de 2015, Maines fue incluida en el Paseo de la Fama del Oeste de Texas. La ceremonia tuvo lugar en la escuela secundaria de Lubbock , de donde se graduó en 1992.

## Premios y Reconocimientos

### Individuales
- 2003: VH1 Big in '03: Big Quote of '03[13]